# 加的夫國家博物館
卡迪夫國家博物館或譯国家博物馆卡迪夫馆（英語：National Museum Cardiff），是英國的一座博物館，位於威爾士卡迪夫。卡迪夫國家博物館是威爾斯國家博物館的分馆。

## 历史
威爾士國家博物館創建於1905年，並在1907年獲得皇家特許。憑藉威爾士政府的資助，卡迪夫國家博物館免費對公眾開放。卡迪夫國家博物館曾是卡迪夫中央圖書館的一部分，两馆在同一座建築之內，直到图书馆于2011年另建新馆。
1912年，卡迪夫國家博物館遷入了目前所在位置。但是由於第一次世界大戰的爆發，新加的夫國家博物館直到1922年才對公眾開放。
卡迪夫國家美術館於2011年开业，从屬於加的夫國家博物館，美術館內收藏有眾多威爾士美術家的作品。

## 外部連結
- 官方网站 （威爾斯文）